# خلية عظمية
الخلية العظمية (بالإنجليزية: Osteocyte) هي من نوعية خلايا العظم نجمية الشكل، وهي الخلية الشائعة الأكثر وجوداً في النسيج العظمي مكتمل النمو، ويمكن للخلية العظمية أن تعيش بطول عمر الكائن الحيّ نفسه، حيث أن عمر الخلية المتوسط هو 25 عاماً، ويصل عددها في جسم الإنسان البالغ حوالي 42 مليار خلية عظمية. والخلايا العظمية هي أساساً أرومة ليفية متخصّصة. ولا تنقسم هذه الخلايا، ولكنها تُشتق من الخلايا سليفة العظمية (بالإنجليزية: Osteoprogenitors)، ويتمايز بعضها إلى خلية نشطة بانية للعظم. تنمو وتتطور الخلية العظمية والخلية بانية العظم في اللُّحْمَةُ المُتَوَسِّطَةُ (بالإنجليزية: mesenchyme).
في العظام الناضجة مكتملة النمو، تستقر الخلية العظمية ونواتئها بداخل أحياز تُسمّى جوبة (lacunae) (باللاتينية: حفرة) وقُنَيَّة (نفيق العظم) (canaliculi)، على التوالي. وعندما تصبح بانيات العظم محاصرة في المصفوفة التي تفرزها هي، فإنها تصبح خلية عظمية. تترابط الخلايا العظمية مع بعضها البعض عن طريق ذيول هيولية (cytoplasmic) طويلة تشغل قنوات صغيرة تسمى قُنَيوات (canaliculi)، والتي تستخدم لتبادل المواد الغذائية والنفايات من خلال مَواصِل فَجْوِيّة (Gap junction).
على الرغم من أن الخلية العظمية لها نشاط تَخْليقِيّ منخفض، و(مثلها مثل الخلية بانية العظم) ليست قادرة على الانقسام، إلا أن لها دور نشط في الدورة الاعتيادي (الروتينية) للمصفوفة العظمية من خلال آليات ميكانيكية حسية متعددة. فهى تدمّر العظام من خلال آلية سريعة ومؤقتة (بالنسبة إلى الخلايا المحطمة للعظم) تُسمى انحلال العظم بواسطة الخلية العظمية (osteocytic osteolysis). ويترسب الهيدروكسي اباتيت (hydroxyapatite) وكربونات الكالسيوم وفوسفات الكالسيوم حول الخلية.
تنقسم الخلايا العظمية إلى أربعة أنواع :
1. الخلايا البانية للعظم (بالإنجليزية: Osteoblasts) : تقوم بإنتاج البروتينات والمركبات العضوية اللازمة لنمو وتقوية العظام.
2. الخلايا المحطمة للعظم (بالإنجليزية: Osteoclasts) : تُسمىّ أيضاً ناقضات العظم، وهي تعمل على إذابة الكالسيوم في العظام عند انخفاض تركيزه في الدم.
3. الخلايا العظمية (بالإنجليزية: Osteocytes) : هي خلايا تنتج البروتينات والمواد العضوية التي تتدخل في تركيب المادة بين الخلوية.
4. الخلايا سليفة العظمية (بالإنجليزية: Osteoprogenitors) : هي الخلايا الموّلدة التي تنقسم لتنتج خلايا تتمايز إلى الخلايا المكونة للعظم.

## أرومة
يبين سجل الحفريات أن الخلية العظمية كانت موجودة في عظام الأسماك عديمة الفك وقد تبين منذ 250-400 مليون عاماً. حجم الخلية العظميّة يشترك في الاختلاف مع حجم الجينوم، وتستخدم هذه العلاقة في مجال بحوث الجينوم القديم.

## موت الخلايا المبرمج للخلية العظمية والأمراض المرتبطة بها
تموت الخلايا العظمية نتيجة الهرم، والانحلال أو النخر، والاستماتة (موت الخلايا المبرمج) (Apoptosis)، وابتلاع الخلايا ناقضات العظم. تزداد النسبة المئوية للخلايا العظمية الميتة في العظام مع تقدم العمر، فتكون أقل من 1٪ عند الولادة، وتصير إلى 75٪ بعد سن الثمانين. ويعتقد أن موت الخلايا المبرمج يرتبط بانخفاض التنبيغ (آلية تتيح للخلية تحويل المستحثات الميكانيكية إلى نشاط كهروكيميائي) (Mechanotransduction)، الذي ربما يؤدي إلى الإصابة بهشاشة العظام.

## وصلات خارجية
- صور نسيجية: 02003loa — نظام تعلم علم الأنسجة في جامعة بوسطن - "Cartilage and Bone and Bone Histogenesis: cells of* صور نسيجية: 02705loa — نظام تعلم علم الأنسجة في جامعة بوسطن - "Cartilage and Bone and Bone Histogenesis: compact bone"* =D Histology at ou.edu نسخة محفوظة 12 ديسمبر 2006 على موقع واي باك مشين.